# Juan Bernuncio
Juan Ángel Bernuncio Cárdenas (Aguilares, Tucumán; 1959). Es un exfutbolista argentino que jugaba como arquero.

## Trayectoria

### Deportivo aguilares
Bernuncio debutó con la camiseta de deportivo Aguilares
en 1978. Sus grandes actuaciones en la Liga Tucumana, con el celeste, llamaron la atención de los clubes más importantes de la provincia.

### Atlético Tucumán
En 1982 se mudó a San Miguel de Tucumán para sumarse a Atlético Tucumán. En el decano, tuvo el desafío de remplazar a Francisco Ruíz, jugador con más partidos en la historia de la institución. En 1985 tuvo un segundo paso por Atlético. 

### Boca Juniors
En 1983, debido a la lesión del Loco Gatti, Boca Juniors contrató a Bernuncio. En su paso por Boca jugó partidos amistosos, pero no pudo debutar de manera oficial.

### Central Córdoba
En 1986 se sumó a Central Córdoba, como refuerzo para afrontar el flamante Nacional B.

### Real Santa Cruz
En 1987 tuvo su primera experiencia en el exterior, cuando viajó a Bolivia, para sumarse a Real Santa Cruz. En los albos jugó hasta 1989.

### Oriente Petrolero
En 1990 llegó fue transferido a Oriente Petrolero, subcampeón boliviano en 1989, y participante de la Copa Libertadores 1990.  En su primera año se coronó campeón boliviano. En la Copa Libertadores 1991 compartió fase de grupos con Bolívar, River Plate y Boca Juniors. Terminó tercero en su grupo, por delante de River, lo eliminó del torneo y avanzó a la fase final.

## Clubes
| Club                    | País      | Año         |
| ----------------------- | --------- | ----------- |
| Deportivo aguilares     | Argentina |             |
| Atlético Tucumán        | Argentina |             |
| Boca Juniors            | Argentina |             |
| Central Córdoba         | Argentina |             |
| Petrolero de Cochabamba | Bolivia   | 1987        |
| San José                | Bolivia   | 1988        |
| Oriente Petrolero       | Bolivia   | 1989 - 1990 |
| Petrolero de Cochabamba | Bolivia   | 1991        |
| The Strongest           | Bolivia   | 1992        |
| Universitario de Potosí | Bolivia   | 1993        |
| Real Santa Cruz         | Bolivia   | 1994 - 1996 |

## Palmarés
| Título                   | Equipo            | País    | Año  |
| ------------------------ | ----------------- | ------- | ---- |
| Primera División Bolivia | Oriente Petrolero | Bolivia | 1990 |